# Аоки, Кикуё
Кикуё Аоки (яп. 青木 喜久代, родилась 24 мая 1968 года) — японский го-профессионал 5 дана, обладательница шести женских го-титулов Японии.
Кикуё Аоки вступила в федерацию го Нихон Киин в 1981 году, а в 1986 году получила ранг первого профессионального дана. Брат Кикуё Аоки, Синъити Аоки, также является профессиональным игроком в го и имеет высший ранг — 9 профессиональный дан. Кикуё 11 раз завоёвывала основные японские женские го-титулы — пять раз титул Мэйдзин, четыре раза — Какусэй, по одному разу — Сайкё и Кисэй. В 1997 году она вошла в финальную стадию турнира Синдзин-О, где уступила Ямаде Кимио.

## Титулы
| Титул           | Годы                         |
| --------------- | ---------------------------- |
| Текущие         | 11                           |
| женский Мэйдзин | 1990, 1999, 2000, 2002, 2006 |
| женский Какусэй | 1991, 1992, 1994, 2000       |
| женский Сайкё   | 2001                         |
| женский Кисэй   | 2012                         |